# Countdown to Devil
| Recensione | Giudizio |
| ---------- | -------- |
| EMURG      | [ 1 ]    |

Countdown to Devil è il primo album in studio del gruppo musicale statunitense Heaven Below, pubblicato l'11 febbraio 2009.

## Tracce
1. All Rise – 0:54
2. The Takeover – 3:53
3. The Congregation – 3:31
4. Scream – 3:58
5. Heartbreak Anthem – 2:50
6. A Thousand Years – 4:03
7. When Daylight Dies – 3:59
8. The Radio Song – 3:46
9. Major Tom – 4:12
10. The Laughing Dead – 3:39
11. In the Arms of Your Lies – 3:09
12. Judgement Day – 3:54
13. When Daylight Dies (Acoustic Version) – 3:57

## Formazione
- Patrick Kennison - voce, chitarra ritmica
- Jesse Billson - chitarra solista
- John Younger - basso
- Chad Clark - batteria